# GHV1
GHV1 è l'acronimo di un album di Madonna, Greatest Hits Volume 1, composto da 2 CD, pubblicato in Russia in formato digipack nel 2009 dalla Warner Records insieme alla Star Mark.

## Tracce

### CD1
1. Lucky Star – 5:38
2. Material Girl – 4:01
3. Like a Virgin – 3:39
4. La Isla Bonita – 4:03
5. Like a Prayer (The Immaculate Collection Version) – 5:52
6. Papa Don't Preach – 4:29
7. Keep It Together – 5:03
8. Holiday – 6:08
9. Crazy for You (The Immaculate Collection Version) – 3:46
10. Vogue (I'm Breathless Version) – 4:50
11. Deeper and Deeper – 5:33
12. Justify My Love – 5:01
13. Erotica – 5:19
14. Into the Groove (The Immaculate Collection Version) – 4:10
15. Express Yourself (Celebration Version) – 3:59
16. Cherish (The Immaculate Collection Version) – 3:53
17. Hanky Panky – 3:59

Durata totale: 79:23

### CD2
1. Angel – 3:56
2. True Blue – 4:17
3. Borderline – 5:21
4. Oh Father – 5:00
5. Dress You Up – 4:02
6. Bad Girl – 5:23
7. The Look of Love – 4:04
8. Spotlight – 6:24
9. Fever – 5:01
10. Rescue Me – 5:32
11. Rain – 5:25
12. Everybody – 6:02
13. Open Your Heart – 3:49
14. Live to Tell (The Immaculate Collection Version) – 5:19
15. Bye Bye Baby – 3:56
16. This Used to Be My Playground – 5:10

Durata totale: 78:41